# Oberwesel
Oberwesel là một đô thị ở huyện Rhein-Hunsrück bang Rheinland-Pfalz, phía tây nước Đức.

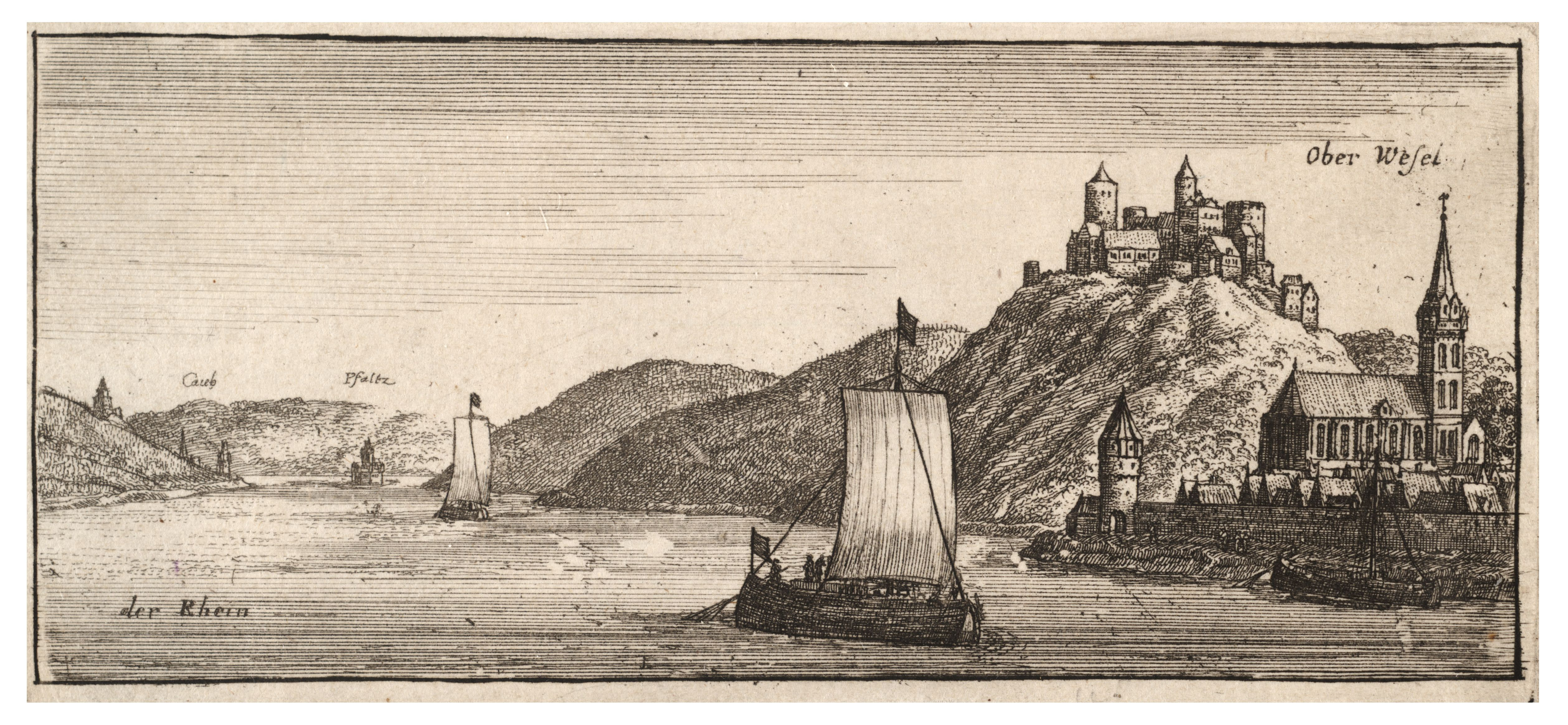
a 17th-century engraving of Oberwesel by Wenceslas Hollar